# Tomáš Nýdrle
Tomáš Nýdrle (* 10. října 1988) je český brokový střelec, který se specializuje na disciplínu skeet. V roce 2013 vybojoval zlatou a bronzovou medaili v disciplíně skeet na Letní univerziádě v Kazani.
V roce 2018 získal pro Českou republiku zlatou medaili v týmech, kterou v roce 2019 v Lonatu tým obhájil. V roce 2019 získal stříbrnou medaili na Evropských hrách v Minsku a jako první Čech v historii se stal v roce 2019 mistrem světa v disciplíně skeet, kdy v závodě trefil 123 ze 125 terčů a ve finále dorovnal světový rekord 60/60.